# 정제소
정제소(영여:Refinery)는 스타크래프트 종족인 테란의 건물이다. 테란의 기본 건물 중에 하나이다.

## 특징
정제소는 스타크래프트와 스타크래프트 리마스터에선 Refinery란 영단어를 그대로 한글로 음역한 리파이너리라 불리며 스타크래프트 2에서는 한국어로 번역한 정제소라고 부른다. 테란의 가스 채취 건물이며 테란 고급 유닛들 생산, 테란 고급 건물들 짓기, 테란의 업그레이드를 수행하는데 필요한 가스를 채취하려면 반드시 지어주는 건물이다. 가스의 매장량이 완전히 고갈되기 전까지는 정제소의 배기구에 큰 가스가 나오며 SCV가 8씩 캐내고 가스의 매장량이 완전히 고갈된 상황이 된 이후로는 정제소의 배기구 가스가 가늘게 나오면서 가스는 2씩만 캐진다. 또한 정제소는 짓기만 하면 SCV가 자동으로 가스를 채취한다. 짓는데 필요한 자원과 광물:100원이며 건설 시간은 40초이다. 건물의 능력치는 체력:750, 기본 방어력:1이다. 스타크래프트 2에서는 정제소의 가격이 광물:75로 전작보다 더 저렴해지고 기본 방어력도 1에서 3으로 높아졌지만 대신 체력은 500으로 전작보다 체력이 더 낮아졌다. 또한 전작에서는 가스가 고갈되도 2씩 캐내지지만 스타크래프트 2에서는 한번 가스가 고갈되면 빨간색으로 변하면서 더 이상 채취하는 것이 불가능해지기 때문에 가스가 있는 다른 가스 멀티를 플레이어한테 할 것을 강요하게 된다.

## 같이 보기
- 스타크래프트
- 테란